# Bezkov
Bezkov település Csehországban, a Znojmói járásban. Bezkov Horní Břečkov, Podmolí, Citonice, Milíčovice, Lukov és Mašovice településekkel határos. Lakosainak száma 220 fő (2024. január 1.).

## Népesség
A település lakosságának változását az alábbi diagram mutatja:
| Lakosok száma | 257  | 272  | 259  | 276  | 212  | 206  | 201  | 214  | 209  | 220  |
|               | 1869 | 1890 | 1921 | 1950 | 1980 | 2001 | 2017 | 2019 | 2022 | 2024 |